# Сирены и Улисс
«Сирены и Улисс» (англ. The Sirens and Ulysses) — масштабная картина английского художника Уильяма Этти, выполненная маслом на холсте и впервые выставленная в 1837 году. На ней изображена сцена из гомеровской «Одиссеи», в которой Улисс (Одиссей) сопротивляется чарующей песне сирен, приказывая экипажу своего корабля связать его, в то время как им велено заткнуть уши, чтобы не слышать песню.
В то время как традиционно сирен изображали в виде химер из людей и животных, Этти представил их обнажёнными молодыми женщинами на острове, усеянном разлагающимися трупами. Мнения критиков о картине разделились во время её первой выставки, при этом некоторые из них очень восхищались ею, а другие высмеивали её как безвкусную и неприятную. Возможно, из-за своего необычно большого размера (442,5 см на 297 см), полотно первоначально не продавалось и было приобретено позже в том же году по выгодной цене манчестерским торговцем Даниэлем Грантом. Грант вскоре умер, а его брат пожертвовал «Сирен и Одиссея» Королевскому манчестерскому институту.
«Сирены и Улисс» были написаны с использованием экспериментальной техники, из-за которой картина начала портиться, как только она была завершена. Она демонстрировалась на крупной лондонской выставке работ Этти в 1849 году и на Выставке художественных сокровищ 1857 года в Манчестере, но затем была сочтена находящейся в слишком плохом состоянии для дальнейших публичных показов и была помещена в архив галереи. Реставрация полотна началась в 2003 году, а в 2010 году картина была выставлена в Манчестерской художественной галерее, спустя более 150 лет после того, как была отправлена на хранение.

## Предыстория
Родившийся в Йорке Уильям Этти (1787—1849) первоначально был учеником печатника в Халле, но по завершении своего ученичества в возрасте 18 лет перебрался в Лондон, чтобы стать художником. Находившийся под сильным влиянием работ Тициана и Рубенса он прославился изображениями обнажённых фигур в библейских, литературных и мифологических декорациях. В то время как многие из его коллег очень восхищались им и избрали его полноправным членом Королевской академии художеств в 1828 году, другие осуждали содержание его работ как неприличное. В своём представлении сцены с сиренами и Улиссом Этти, вероятно, исходил из перевода «Одиссеи» Александра Поупа: «их песня — смерть, и она делает разрушение приятным. / Отпусти человека, которого побеждает музыка, чтобы он остался / у проклятого берега и слушал лежащего … В зелёных медовухах они резвятся, и широко вокруг / лежат человеческие кости, от которых белеет вся земля. / Грязная земля плавает в человеческой крови / и убийство человека омрачает ужасный берег».

## Композиция и приём
В «Сиренах и Улиссе» на переднем плане изображены три сирены, поющие на острове, окружённом гниющими трупами погибших моряков. Улисс виднеется на заднем плане привязанным к мачте своего корабля на фоне тёмных поднимающихся облаков.
Улисс кажется крупнее своих товарищей-моряков, а сирены вытягивают руки в традиционных драматических позах. Три сирены очень похожи внешне, и биограф Этти Леонард Робинсон считал вероятным, что Этти изобразил одну и ту же модель в трёх разных позах. Робинсон полагал, что их классические позы явились результатом постоянного пребывания Этти на уроках живописи в Академии, где модели всегда принимали традиционные позы. Ричард Грин, бывший куратор Йоркской художественной галереи оценил их позы как дань уважения нереидам в картине Рубенса «Прибытие в Марсель», работой, которой Этти, как широко известно, восхищался и с которой он сделал копию в 1823 году.
Внешний облик сирен не описан в «Одиссее», и традиционное древнегреческое представление о них было как о химерах: птицах-львах или птицах-женщинах. Этти придал полностью человеческий облик своим сиренам, объяснив это тем, что их формы становились полностью человеческими, как только они выходили из моря. Такой подход получил распространение среди более поздних художников, изображавших этот сюжет.
Этти ответственно подошёл к созданию картины, в том числе посетив морг, чтобы изобразить мёртвые и разлагающиеся тела на острове сирен. Использование им реальных трупов стало общеизвестным фактом, вызвав протесты со стороны некоторых критиков. Хотя художник посетил Брайтон в 1836 году, чтобы понаблюдать за морем для работы над картиной, он имел мало опыта в пейзажной и морской живописи, а изображения моря и облаков выполнены куда хуже чем остальная часть работы.
«Сирены и Улисс» были самой большой работой Этти к тому времени, имея размеры 442,5 см на 297 см. Картина была завершена в 1837 году, выставлена в Королевской академии художеств позднее в том же году и висела в новом здании Академии на Трафальгарской площади (ныне Лондонская национальная галерея). Мнения о работе и методах Этти в её создании разделились: «The Gentleman’s Magazine» считал её «безусловно лучшей [картиной], которую когда-либо писал мистер Этти … это историческое произведение первого класса, изобилующее всевозможными красотами». В то время как «The Spectator» описывал картину как «отвратительное сочетание сладострастия и отвратительной гнилости — яркое по цвету и прекрасное по исполнению, но задуманное в самом худшем вкусе».
Возможно, из-за своих размеров «Сирен и Улисса» не удалось продать на летней выставке 1837 года. В октябре 1837 года богатый манчестерский торговец хлопком Дэниел Грант, поклонник Этти, который уже заказал у него «Венеру и её голубей», встретился с Этти на скачках в Хитон-парке и предложил ему продать «Сирен и Улисса», а также меньшую в размерах работу «Самсон, преданный Далилой», не глядя за общую сумму 200 фунтов стерлингов. Этти надеялся получить 400 фунтов за две картины, но услышав сообщение Гранта о том, что его кампания потеряла 100 000 фунтов в том году, предложил цену в 300 фунтов за пару. Грант в ответ назвал сумму в 250 фунтов стерлингов, от этого предложения Этти отказался. Прощаясь с художником в конце вечера, Грант вдруг спросил: «Вы возьмёте деньги?», застав врасплох Этти, который вдруг согласился. Грант умер вскоре после этого, оставив картину своему брату Уильяму, который в свою очередь передал её Королевскому манчестерскому институту в 1839 году.
Этти считал эту картину своей лучшей работой, настаивая на том, чтобы она стала центральным экспонатом его персональной выставки в Королевском обществе искусств в 1849 году. Королевский манчестерский институт был обеспокоен тем, что картина будет повреждена, если её переместить, и отказывался отправлять её на выставку до тех пор, пока Этти и ряд влиятельных друзей не посетят Манчестер, чтобы договориться о том, чтобы отдать полотно на выставку. Этти умер позднее в том же году, а его работа пользовалась недолгой популярностью. Интерес к ней со временем снизился, а к концу XIX века стоимость всех его картин упала ниже их первоначальной цены. Поскольку полотно редко выставлялось, оно оказало незначительное влияние на более поздних художников, хотя считается, что «Сирены и Улисс» оказали влияние на работу Фредерика Лейтона «Рыбак и сирена» 1858 года.
"Улисс и сирены" - это одно из тех великих произведений моего искусства, которые я создал за всю свою жизнь, и никогда больше не смогу это повторитьУильям Этти

## Сокрытие и реставрация
Этти использовал экспериментальные методы при написании «Сирен и Улисса», используя крепкий клей в качестве стабилизатора краски, который высушивал её, делая твёрдой и хрупкой, в результате чего она начинала отслаиваться после высыхания. Проблема усугублялась большим размером картины, из-за которого её приходилось сгибать всякий раз, когда её перемещали. С того самого момента, как картина была завершена, она начала разрушаться. После того, как она была показана на Выставке художественных сокровищ 1857 года, она была сочтена находящейся в слишком плохом состоянии для публичной демонстрации и была помещена на длительное хранение в архив Королевского манчестерского института, известного позднее как Манчестерская художественная галерея. В середине XX века было предпринято несколько неудачных попыток отреставрировать «Сирен и Улисса», но попытка очистить картину непреднамеренно повредила краску ещё больше.
В 2003 году сотрудники Манчестерской художественной галереи решили, что, если не будут проведены реставрационные работы, картина вскоре будет не подлежать восстановлению. Фонд Эсме Фэрберн и AXA обеспечили финансирование реставрации. Сменный холст, к которому картина была прикреплена в 1930-х годах, был удалён. После этого для восстановления поверхности полотна была использована смесь клея из стеклопластика и мела, а краска, появившаяся во время предыдущей попытки реставрации, была удалена. Новый двойной слой холста был добавлен к задней части картины, и все три слоя были склеены вместе. 
В 2006 году отреставрированная картина была перенесена из реставрационных мастерских в Манчестерскую художественную галерею. Девятая секция галереи MAG была преобразована во временную студию, открытую для публики, чтобы посмотреть финальную процедуру реставрации, которая была завершена в 2010 году. «Сирены и Улисс» ныне можно увидеть в Третьей галерее музея.